# Berteaucourt-les-Dames
Berteaucourt-les-Dames é uma comuna francesa na região administrativa de Altos da França, no departamento de Somme. Estende-se por uma área de 4,64 km². Em 2010 a comuna tinha 1 146 habitantes (densidade: 247 hab./km²).